# Descent: Freespace 2
Descent: Freespace 2 è un videogioco sviluppato da Volition e pubblicato da Interplay nel 1999, per PC. È il seguito di Descent: FreeSpace - The Great War.
Come nei precedenti titoli della serie Descent, in Freespace 2 il giocatore pilota un'astronave da combattimento immersa in un ambiente 3D. Il gioco fu ben accolto dalla critica ma ebbe un successo commerciale non esaltante e inferiore a quello dei precedenti titoli della saga di Descent.
Il codice del motore grafico di Freespace 2 fu reso pubblico dalla Volition, consentendo una proliferazione di mod anche sostanziali al gioco base. Il gioco originale è ora di proprietà di Good Old Games.

## Trama
La trama comincia diversi anni dopo la fine della Grande Guerra conclusa con la battaglia di Deneb e la distruzione della micidiale Super-Corazzata Shivan, la Lucifer. La sua esplosione nel sub-spazio, però, provocò un collasso del nodo tagliando ogni collegamento con la Terra. La GTVA, la grande alleanza Terrestre-Vasudana ha un nuovo avversario: il Neo-Terran Front o NTF, un'organizzazione ribelle guidata dal carismatico Bosch. Essa non accetta la collaborazione fra Terrestri e Vasudani, promuovendo una ambita supremazia ed indipendenza della razza umana come unica governatrice.
Tuttavia il "filo storico" segue una nuova aggressione da parte degli Shivan, la razza portatrice di devastazione che tenterà una nuova invasione nei sistemi alleati con una forza d'attacco infinitamente superiore a quella della Grande Guerra. 
Dopo vari colpi di scena con improvvise e terribili comparse di incrociatori, corvette e corazzate nemiche, "assassini" di intere flotte alleate tra le più affidabili, neutralizzate dalla Colossus, la più potente nave da guerra mai costruita, il vero pericolo verrà svelato dall'entrata in gioco della Sathanas, un immenso Juggernaut di grandezza e potenza equiparabile alla Colossus.
La distruzione dello Juggernaut non sarà sufficiente comunque a fermare l'avanzata Shivan in quanto le sue risorse appaiono illimitate...